# Nadschlā Mahmud

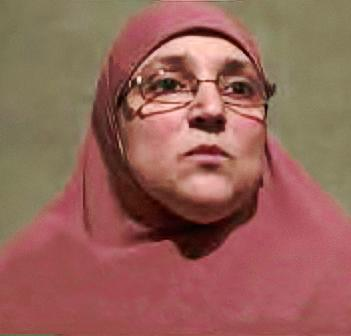
Nadschlā Mahmud

Nadschlā Ali Mahmud (arabisch نجلاء علي محمود, DMG Naǧlāʾ ʿAlī Maḥmūd; * 4. Juli 1962 in  ʿAin Schams, al-Qahira) ist die Witwe und Cousine des fünften Präsidenten Ägyptens, Mohammed Mursi, und war von 2012 bis 2013 die First Lady Ägyptens. Sie lehnte den Titel „First Lady“ jedoch ab und zog es vor, „First Servant“,  „die Frau des Präsidenten“, oder „Umm Ahmed“ genannt zu werden.  Während sie in den Vereinigten Staaten lebte, war sie ein aktives Mitglied der Muslimbrüder.
Nadschlā Mahmud heiratete 1979 den späteren Präsidenten von Ägypten Mohammed Mursi, als sie eine siebzehnjährige Studentin war. Sie und Mursi haben fünf Kinder, darunter Abdullah, und sechs Enkelkinder.